# 马尔帕
马尔帕（法語：Malpas，法語發音：[malpa]）是法国杜省的一个市镇，属于蓬塔利耶区。

## 地理
马尔帕（46°49'35"N, 6°17'22"E）面积5.78 平方千米，位于法国勃艮第-弗朗什-孔泰大區杜省，该省份为法国东部内陆省份，北起上索恩省，西接汝拉省，东部及东南部与瑞士接壤，东北部与贝尔福地区省接壤。
与马尔帕接壤的市镇（或旧市镇、城区）包括：瓦和帕莱、拉普拉内、圣普安拉克、沃和尚特格吕、拉贝热芒圣玛丽、莱格朗热特。

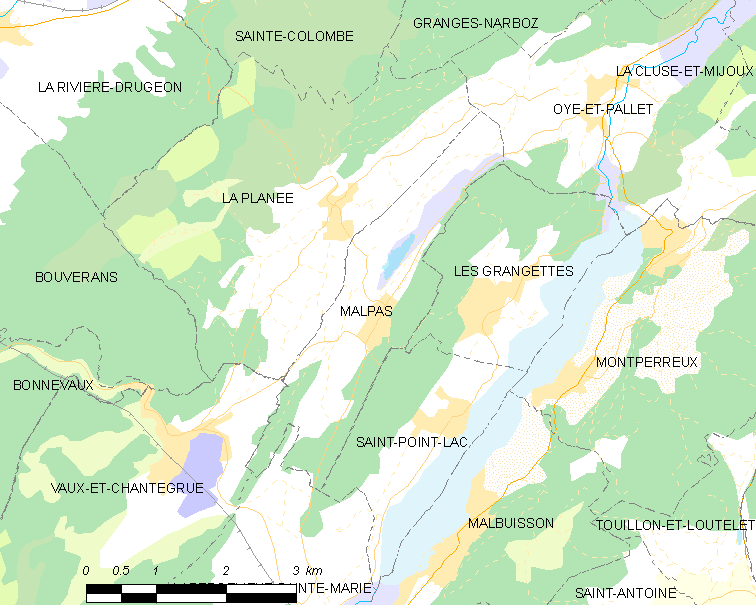
马尔帕的OSM定位图

马尔帕的时区为UTC+01:00、UTC+02:00（夏令时）。

## 行政
马尔帕的邮政编码为25160，INSEE市镇编码为25362。

## 政治
马尔帕所属的省级选区为弗拉讷县。

## 人口

1962-2008年间马尔帕人口变化图示

马尔帕于2022年1月1日时的人口数量为287人。